# The Promise (Boban Marković Orkestar-album)
|  | For andre betydninger, se The Promise |
The Promise er et studiealbum udgivet af det serbiske roma Balkan brassband Boban Marković Orkestar featuring Marko Marković. Albummet er indspillet i 2005 i Studio Highland i Beograd i Serbien. Producere er Ben Mandelson og Rob Keyloch. Albummet blev udgivet på Piranha Musik.

## Sporliste
| Nr.           | Titel                                    | Længde |
| ------------- | ---------------------------------------- | ------ |
| 1.            | "Latino"                                 | 3:58   |
| 2.            | "Ajde, Ajde Fato [C'mon C'mon Fato]"     | 5:09   |
| 3.            | "Sunce Sjajno [As bright as the Sun]"    | 4:05   |
| 4.            | "Papigko [Greek Mountain]"               | 4:10   |
| 5.            | "Paun [Peacock]"                         | 2:20   |
| 6.            | "Meksikanka [Mexican Girl]"              | 3:22   |
| 7.            | "Noć Je [It's Night]"                    | 3:49   |
| 8.            | "Vegas Čoček"                            | 4:07   |
| 9.            | "Voz [The Train]"                        | 2:52   |
| 10.           | "Erolka [Erol's Tune]"                   | 5:50   |
| 11.           | "Beli Dvor [White Palace]"               | 3:20   |
| 12.           | "Odlazak U Noć [Into the Night]"         | 4:02   |
| 13.           | "Hansko Svitanje [Dawn at Vladičin Han]" | 3:45   |
| 14.           | "Obećanje [The Promise]"                 | 4:49   |
| Total længde: | Total længde:                            | 53:38  |